# Gonsalo Garcia

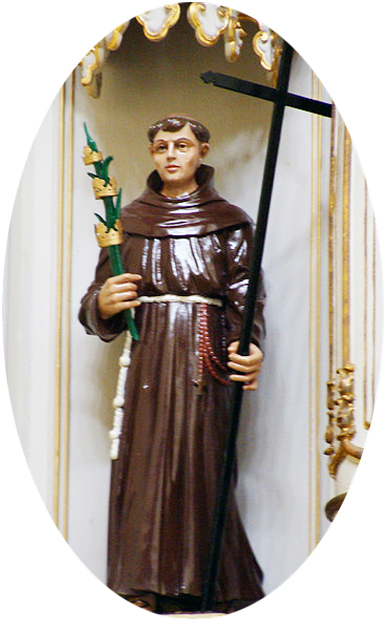
Heiligenbeeld van Gonsalo Garcia

Gonsalo Garcia (Agashi (Vasai), 5 februari 1556 - Nagasaki,  5 februari 1597) was een Portugees-Indiase franciscaner lekenbroeder die stierf als martelaar in Japan en door de Rooms-Katholieke Kerk heilig werd verklaard.

## Levensloop
Garcia werd geboren in het dorp Agashi als zoon van een Portugese vader en een Indiase, Konkani, moeder. Zijn vader was een soldaat die gelegerd was in het fort van Bassein (Vasai). Garcia werd onder de arm genomen door de jezuïet Sebastião Gonsalves en genoot een opleiding bij de jezuïeten in Bassein. Op 25-jarige leeftijd vergezelde hij een groep jezuïeten naar Japan. Hij leerde daar Japans en was gedurende acht jaar actief als catechist. Maar als Indiër werd het hem geweigerd jezuïet te worden. Garcia werd zakenman in Japan. Tijdens een bezoek aan Manilla op de Filipijnen sloot hij zich als lekenbroeder aan bij de franciscanen. Hij vergezelde in 1593 een groep franciscaner missionarissen onder leiding van Pedro Bautista naar Japan als tolk. Deze groep was actief in Kyoto en Osaka en stond aanvankelijk onder bescherming van minister Toyotomi Hideyoshi.
Maar de houding aan het keizerlijke hof ten aanzien van de missionarissen veranderde. Op 8 december 1596 werden Garcia en zijn gezellen gearresteerd op bevel van Toyotomi Hideyoshi en ter dood veroordeeld. Garcia samen met acht andere franciscanen en zeventien Japanse christenen moesten van Kyoto naar Nagasaki lopen en werden daar op 5 februari op een heuvel gekruisigd en vervolgens met speren afgemaakt.

## Verering
In 1627 verklaarde paus Urbanus VIII de 26 martelaren zalig en gaf toelating om hen te vereren binnen de ordes van franciscanen en jezuïeten. Twee jaar later werd dit toegestaan binnen de gehele kerk. Op 8 juni 1862 werden de 26 martelaren heilig verklaard door paus Pius IX. Gonsalo Garcia werd zo de eerste Indiase heilige binnen de Rooms-Katholieke Kerk.
Gonsalo Garcia is de patroonheilige van het bisdom Vasai en zijn feestdag is 6 februari.